# Сборная Украины по бейсболу

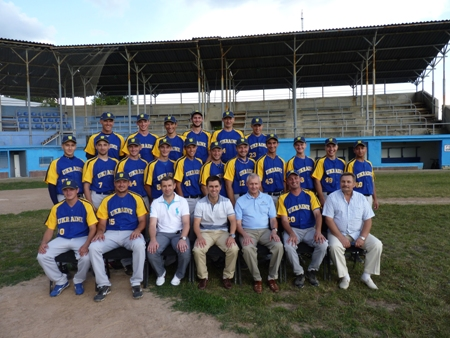
Состав сборной в 2013 году

Сборная Украины по бейсболу — сборная, представляющая Украину на международных соревнованиях по бейсболу. Основана в 1991 году.
Украина занимает 15 место в Европейском и 44 место в Мировом рейтингах. Высшее достижение — 9-е место на чемпионате Европы 1995 и 2007 годов.

## История
В 2018 году в Кропивницком состоялся турнир среди команд дивизиона С. На групповом этапе Украины обыграла Эстонию (15:0), Грузию (12:1), Венгрию (9:3) и Румынию (13:0). В финальной игре украинцы встречались с румынами. К седьмому иннингу гости вели со счётом 5:3. Тем не менее, из-за ливня финал не был доигран и комиссар турнира от Европейской конфедерации бейсбола решил завершить поединок и присудить победу Украине. Данная победа позволила Украине выступать в следующем году в дивизионе В.

## Результаты
Чемпионат Европы по бейсболу
| - 1995 : 9-е, Главный тренер — Виктор Пьяных - 1997 : 11-е, Главный тренер — Олег Бойко - 1999 : не квалиф. - 2001 : 11-е, Главный тренер — Олег Бойко - 2003 : не квалиф. - 2005 : 10-е, Главный тренер — Олег Бойко - 2007 : 9-е, Главный тренер — Олег Бойко - 2010 : 10-е. - 2012 : не квалиф. - 2014 : не квалиф. - 2016 : не квалиф. - 2019 : не квалиф. |